# بارنیز نیویورک
بارنیز نیویورک (انگلیسی: Barneys New York) شرکت پوشاک آمریکایی است، که در سال ۱۹۲۳ تأسیس شد.